# 4 (film fra 2004)
 For alternative betydninger, se 4 (flertydig). (Se også artikler, som begynder med 4)
4 (russisk: 4) er en russisk spillefilm fra 2004 af Ilja Khrzjanovskij.

## Medvirkende
- Marina Vovtjenko som Marina
- Sergej Sjnurov som Volodja
- Jurij Laguta som Oleg
- Konstantin Murzenko som Marat
- Aleksej Khvostenko